# Phytocoris brevifurcatus
Phytocoris brevifurcatus är en insektsart som beskrevs av Knight 1920. Phytocoris brevifurcatus ingår i släktet Phytocoris och familjen ängsskinnbaggar. Inga underarter finns listade i Catalogue of Life.